# نشانی (فیلم)
نشانی (فیلم) فیلمی به کارگردانی فریدون حسن پور و نویسندگی فریدون حسن پور، محمدعلی طالبی ساختهٔ سال ۱۳۸۶ است.

## بازیگران
- رضا عطاران
- فاطمه صادقی
- سعید هنرور
- دانیال رضوانی
- ابوذر جلالی
- سعید میرزایی
- مرضیه بردبار
- ریحانه رنجبر
- نگار نادری
- بهمن صادق حسنی
- محمدعلی حقانی فر